# F-14 Tomcats
Gli F-14 Tomcats sono stati una squadra di football americano di Oxford, in Gran Bretagna. Fondati nel 1986, hanno chiuso nel 1990.

## Dettaglio stagioni

### Tornei nazionali

#### BGFL Premiership
| Stagione | regular season | regular season | regular season | regular season | regular season | regular season | playoff | playoff | playoff | playoff | playoff | playoff   | playoff    |
|          | Vin            | Par            | Per            | Tot            | PF             | PS             | Vin     | Per     | Tot     | PF      | PS      | risultato | avversaria |
| -------- | -------------- | -------------- | -------------- | -------------- | -------------- | -------------- | ------- | ------- | ------- | ------- | ------- | --------- | ---------- |
| 1988     | 3              | 0              | 3              | 6              | 52             | 94             | -       | -       | -       | -       | -       | -         | -          |
| Totale   | 3              | 0              | 3              | 6              | 52             | 94             | -       | -       | -       | -       | -       |           |            |

Fonti: Enciclopedia del Football - A cura di Roberto Mezzetti

### Tornei locali

#### Capital League
| Stagione | regular season | regular season | regular season | regular season | regular season | regular season | playoff | playoff | playoff | playoff | playoff | playoff    | playoff     |
|          | Vin            | Par            | Per            | Tot            | PF             | PS             | Vin     | Per     | Tot     | PF      | PS      | risultato  | avversaria  |
| -------- | -------------- | -------------- | -------------- | -------------- | -------------- | -------------- | ------- | ------- | ------- | ------- | ------- | ---------- | ----------- |
| 1987     | 7              | 1              | 2              | 10             | 252            | 157            | 0       | 1       | 1       | 6       | 25      | Semifinale | LA Panthers |
| Totale   | 7              | 1              | 2              | 10             | 252            | 157            | 0       | 1       | 1       | 6       | 25      |            |             |

Fonti: Enciclopedia del Football - A cura di Roberto Mezzetti

### Riepilogo fasi finali disputate
| Anno           | Luogo | Evento         | Fase del torneo | Incontro                   | Risultato |
| 18 agosto 1987 |       | Capital League | Semifinale      | LA Panthers - F-14 Tomcats | 25 - 6    |